# Undiscovered (sang)
"Undiscovered" er en single af den danske sangerinde Emilie Esther, udgivet den 28. marts 2015 på Sony Music.

## Komposition
Sangen er skrevet og komponeret af Karen Poole og Remee, mens Tore Nissen og Søren Vestergaard har produceret sangen.